# Kernkraftwerk Fessenheim
Das ehemalige Kernkraftwerk Fessenheim (französisch Centrale Nucléaire de Fessenheim, Kürzel FSH) wurde 1978 in Betrieb genommen und war vor seiner Stilllegung 2020 das älteste und leistungsschwächste französische Kernkraftwerk.
Reaktor 1 wurde im Februar 2020 und Reaktor 2 im Juni 2020 abgeschaltet, womit das Kraftwerk endgültig vom Netz ging.

## Lage
Das Kraftwerk lag etwa zwei Kilometer südöstlich der Gemeinde Fessenheim (Département Haut-Rhin/Oberelsass) am Rheinseitenkanal (Grand Canal d’Alsace), einen Kilometer westlich der Grenze zu Deutschland, 25 Kilometer westsüdwestlich von Freiburg im Breisgau, 23 Kilometer südöstlich von Colmar, 24 Kilometer nordöstlich von Mülhausen (F) und 40 Kilometer nördlich von Basel.

## Planung
1962 schlug die Électricité de France (EDF) erstmals den Bau eines Kernkraftwerks in Fessenheim vor. Der deutsche Energieversorger RWE zeigte daran kurzzeitig Interesse, sah dann aber zugunsten des Baus des Kernkraftwerks in Biblis von einer Zusammenarbeit ab. Die Firmen Siemens und Babcock beteiligten sich zusammen an dem Projekt und schlugen einen gasgekühlten graphitmoderierten Reaktor vor, ähnlich den französischen Modellen, mit einer elektrischen Leistung von 500 MW und Natururan als Brennstoff. Das Groupement Atomique Alsacienne Atlantique (GAAA) änderte den Reaktortyp geringfügig und erhöhte die Leistung auf 750 MW. Da der französische Staat sich mittlerweile auf Leichtwasserreaktoren des US-Herstellers Westinghouse konzentrierte, wurden keine staatlichen Subventionen für den Bau der Anlage bereitgestellt. Zeitweise wollte man sie trotzdem errichten.
Im Jahr 1967 wurde für beide Reaktoren eine Baugenehmigung ausgefertigt, doch 1969 von der EdF zugunsten der Errichtung von Leichtwasserreaktoren storniert. Ein Aspekt hierfür waren die zu hohen Anschaffungskosten: Siemens bot zwei Leichtwasserreaktoren an; EdF entschied sich aber für die Reaktoren von Westinghouse.
Von Beginn an war auf dem Gelände der Bau von vier Reaktoren vorgesehen; erst 1991 wurde der Bau der Blöcke III und IV ad acta gelegt.

## Betrieb

Funktionsschema eines Druckwasserreaktors ohne Kühlturm

Von 1977 bis 2020 waren zwei Druckwasserreaktoren mit je 880 Megawatt elektrischer Nettoleistung in Betrieb, seit Februar 2020 nur noch Reaktor 2, der am 29. Juni 2020 abgeschaltet wurde. Fessenheim war damit bis Ende Juni 2020 das älteste damals noch in Betrieb befindliche Kernkraftwerk Frankreichs. Seit Inbetriebnahme wurden über 443 TWh elektrischer Energie erzeugt (Stand 2018).

### Betreiber
Der EDF gehören 67,5 % der Anlage. Energie Baden-Württemberg (EnBW) (vormals Badenwerk) hält 17,5 % der Anteile. Der Anteil beinhaltet eine Beteiligung von 17,5 % an den Betriebs- und Investitionskosten und im Gegenzug den Erhalt von 17,5 % der Stromproduktion („virtuelle Kraftwerksscheibe“).
2009 bzw. 2010 wurden aus kartellrechtlichen bzw. technischen Gründen die Bezugsrechte an Fessenheim im Rahmen eines „Swaps“ an die Fa. E.ON gegen Strombezugsrechte aus anderen deutschen Kraftwerken getauscht. 17,5 % der fixen sowie der variablen Kosten des Kraftwerkes (also der Investitions-, Betriebs-, Nachrüstungs- und Reparaturkosten) liegen allerdings nach wie vor bei der EnBW. Eine im Falle einer vorzeitigen Stilllegung von deutscher Seite zu zahlende Entschädigung wurde Mitte 2017 vom baden-württembergischen Umweltministerium in Abrede gestellt.
Die übrigen 15 % der Anteile hält mittels der Kernkraftwerks-Beteiligungsgesellschaft AG (KBG) bzw. Centrales Nucléaires en Participations (CNP) auf dem Wege von Strombezugsrechten bzw. -pflichten seit 1971 ein Konsortium dreier schweizerischer Unternehmen: mit jeweils 5 % die Energiekonzerne Alpiq, Axpo und BKW Energie (bis 1996: BKW, Bernische Kraftwerke). Diese Kooperation mit dem KKW Fessenheim wurde gebildet, weil das schweizerische Kernkraftwerk Graben nach heftigen Protesten der Bevölkerung nicht gebaut werden konnte; der Vertrag wurde Anfang September 2017 von dem Konsortium aus nicht genannten Gründen zum 31. Dezember 2017 gekündigt.

### Arbeitsplätze
Ende 2017 waren mehr als 1000 Arbeitnehmer und Dienstleister im Kernkraftwerk Fessenheim beschäftigt. Nach der Außerbetriebnahme im Juni 2020 wurden bis zum Jahr 2023 noch 294 Arbeitsplätze sowie nachfolgend noch 60 Arbeitsplätze bestehen bleiben. Die Stilllegung des Kraftwerks wurde daher vom französischen Gewerkschaftsbund CGT kritisiert.

### Erträge
Die Bürgermeisterin der Gemeinde Fessenheim äußerte im April 2012, die EDF führe jährlich Gewerbesteuern in Höhe von 5,5 Millionen Euro ab; der Kernkraftwerkdirektor bezifferte den Jahresgewinn 2012 auf 400 Mio. Euro.
2015 bezog die KBG aus dem KKW 637 Gigawattstunden Energie.

### Emissionen

#### Radionuklide
Die zulässigen Grenzwerte pro Jahr für die Emission von radioaktiven Gasen aus dem laufenden Betrieb des Kernkraftwerks in die Luft betragen für Tritium und Edelgase laut EDF 1480 Terabecquerel (TBq, ein TBq = eine Billion Bq); für Jod und andere Elemente 111 Gigabecquerel (GBq, ein GBq = eine Milliarde Bq). Über das Abwasser dürfen jährlich bis zu 74 TBq Tritium sowie 925 GBq Jod und andere Elemente in den Rheinseitenkanal emittiert werden. 2009 hat das Kernkraftwerk nach Angaben der Badischen Zeitung gut 24 TBq Tritium in den Rhein abgegeben.

#### Wärmelast
Der gesetzliche Grenzwert für die Erwärmung des Rheinseitenkanals aus dem Kühlwasser der Reaktoren lag bei 4 K; der Maximalwert für den Unterlauf bei 30 °C. Das Kernkraftwerk belastete während seines Betriebes den Rhein mit einer Abwärme von geschätzt bis zu 3622 MW. Es war damit bis zum deutschen Atomausstieg 2011 nach den Kernkraftwerken Biblis und Philippsburg die drittgrößte maximale Wärmebelastung für den Rhein. Während der Hitzewelle in Europa 2003 kam es zu einer zusätzlichen Erhöhung der Wassertemperatur des Rheinseitenkanals unterhalb der Kühlwassereinleitung von bis zu 1,7 °C. Im Gegensatz zu anderen Kraftwerken fehlt hier eine Rückkühlmöglichkeit des zum Betrieb notwendigen Kühlwassers mittels eines Kühlturmes. Wegen der Dürre und Hitze in Europa musste einer der beiden Reaktoren im August 2018 komplett außer Betrieb genommen und der zweite in der Leistung reduziert werden.

### Zehnjahresinspektionen
Für jeden Reaktorblock in Frankreich muss alle zehn Jahre der Nachweis erbracht werden, dass die Anlagen mit funktionierender Technik ausgestattet sind und den aktuellen Sicherheitsanforderungen entsprechen (französisch „Visite décennale“).

#### Block I
Block I war zwischen Oktober 2009 und März 2010 für seine dritte Zehn-Jahres-Revision heruntergefahren. Im Juli 2011 bestätigte die französische Atomaufsichtsbehörde Autorité de sûreté nucléaire (ASN) die Möglichkeit einer Laufzeitverlängerung des Blocks um zehn Jahre. Dazu müsste bis zum 30. Juni 2013 neben ca. 40 weiteren Auflagen die Bodenplatte des Reaktors verstärkt werden, um ihre Sicherheit gegen ein Durchschmelzen des Reaktorkernes zu erhöhen, und bis zum 31. Dezember 2012 eine Vorrichtung installiert werden, welche die dauerhafte Abfuhr der Restwärme auch bei einem Ausfall der Kühlsysteme gewährleistet. Die endgültige Entscheidung sollte zunächst im Herbst, dann am Ende des Jahres nach Beendigung der beiden Teile des EU-weiten Kernkraftwerke-Stresstestes von der französischen Regierung getroffen werden.

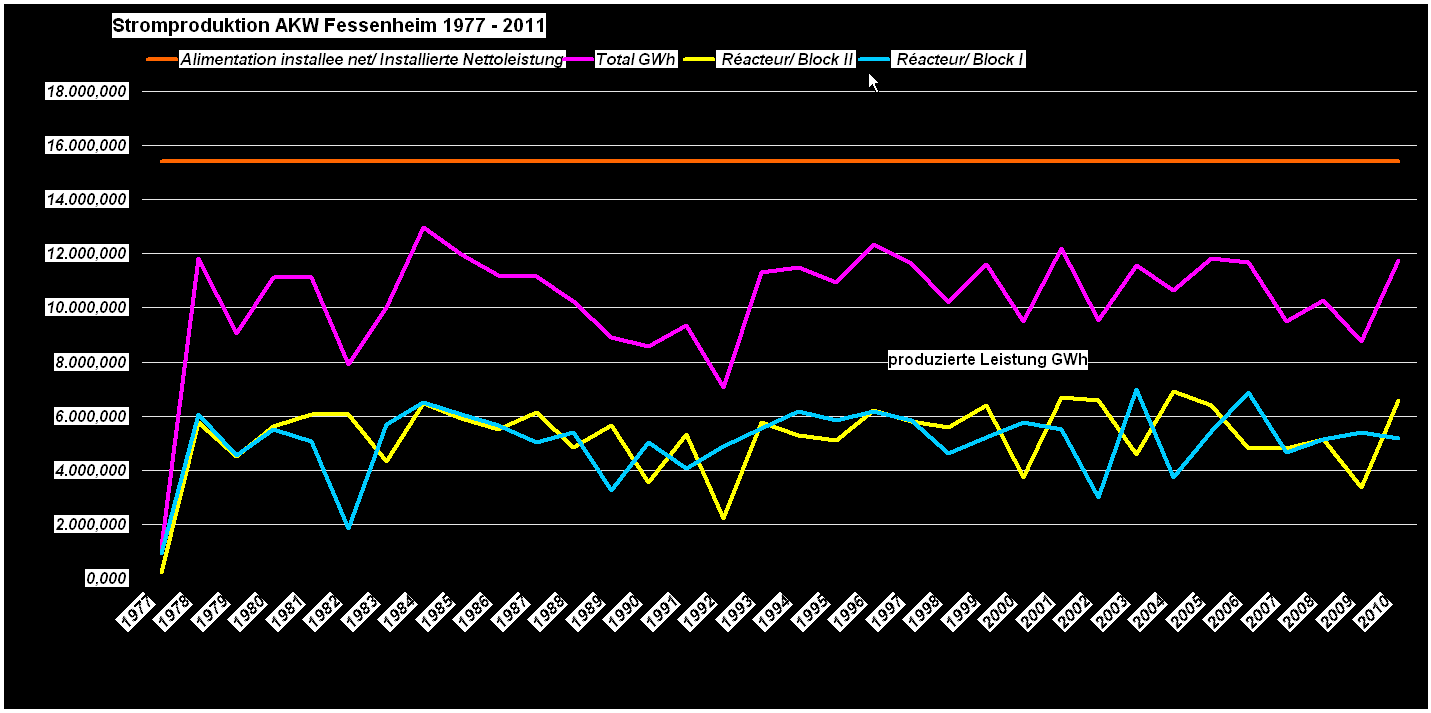
Stromproduktion des AKW Fessenheim 1977 bis 2010

In der Nacht vom 6. auf den 7. November 2011 wurde Block I wieder angefahren.
Im April 2013 kündigte der Kraftwerksdirektor an, die Betonplatte unter dem Reaktordruckbehälter werde bald verstärkt werden; im Herbst 2017 war u. a. diese Auflage der ASN noch nicht umgesetzt.
Block I wurde im Juli 2017 für einen Brennelemente-Wechsel vom Netz genommen und am 1. Oktober wieder in Betrieb genommen.
Am 21. Februar 2020 um ca. 20:30 Uhr begann die Abschaltung des Reaktors, die am 22. Februar 2020 um 2:00 planmäßig beendet wurde.

#### Block II
Block II wurde am 16. April 2011 für seine dritte 10-Jahres-Revision heruntergefahren. Die Revision kostete über 200 Mio. Euro; dabei wurden mehrere tausend Leiharbeiter beschäftigt. Vor allem wurden drei Dampfgeneratoren ausgetauscht, außerdem Prüfungen an den Schweißnähten und eine Druckprüfung am Containment durchgeführt. Am 6. März 2012 wurde Block II wieder hochgefahren.
Mitte Juni 2016 wurde Block II abgeschaltet, nachdem herausgekommen war, dass ein in Le Creusot gefertigter Dampferzeuger aus teils minderwertigem Stahl gefertigt worden war.
Der Leiter der ASN Region Straßburg äußerte am 6. Oktober 2017, die Auswertung der an die ASN nachgelieferten Dokumente dauere Monate. (Siehe auch Auslaufen der Betriebsgenehmigung)
Am 29. Juni 2020 wurde der Reaktor II – und damit die gesamte Stromproduktion in diesem Kraftwerk – spät abends um 23 Uhr endgültig stillgelegt.

## Daten der Reaktorblöcke
Das Kernkraftwerk Fessenheim hatte zwei Kraftwerksblöcke:
| Reaktorblock  | Reaktortyp         | Netto- leistung | Brutto- leistung | Baubeginn         | Erste Kritikalität | Netz- synchronisation | Kommerzieller Betrieb | Stilllegung      |
| ------------- | ------------------ | --------------- | ---------------- | ----------------- | ------------------ | --------------------- | --------------------- | ---------------- |
| Fessenheim I  | Druckwasserreaktor | 880 MW          | 920 MW           | 1. September 1971 | 7. März 1977       | 6. April 1977         | 1. Januar 1978        | 22. Februar 2020 |
| Fessenheim II | Druckwasserreaktor | 880 MW          | 920 MW           | 1. Februar 1972   | 27. Juni 1977      | 7. Oktober 1977       | 1. April 1978         | 29. Juni 2020    |

Der Reaktordruckbehälter hatte einen Durchmesser von 3,988 Metern, eine Höhe von 12,332 Metern und eine Wanddicke von 200 mm. Gefertigt wurde er aus der Stahlsorte SA-508 der Güteklasse drei und war für einen Druck von 172,4 bar bei einer Temperatur von 343 °C ausgelegt. EDF hat Studien dazu betrieben, wie sich bestimmte Eigenschaften dieser Stahlsorte nach Einwirkung von Radioaktivität verändern.

## Risiken
In einem Umkreis von 30 Kilometern lebten 930.000, im Ballungsraum Basel 830.000 und im Ballungsraum Straßburg 770.000 Menschen.
Die Europäische Union (EU) führte nach der Nuklearkatastrophe von Fukushima 2011/12 einen sog. Stresstest für Kernkraftwerke durch: Im Rahmen dieser Untersuchung (in der EU stehen an 68 AKW-Standorten 134 Reaktoren: davon wurden 24 Standorte persönlich geprüft) wurde auch das KKW Fessenheim von ausländischen Atomexperten in einem sogenannten Peer-Review inspiziert. Die Ergebnisse wurden im Oktober 2012 bekannt gegeben.
Dem KKW Fessenheim wurden dabei unter anderem die folgenden Mängel bescheinigt:
- Die Erdbebensicherheit des Kernkraftwerks Fessenheim war geringer als bei allen deutschen Kernkraftwerken.
- Im Fall einer Überflutung, die so stark wäre, dass sie nur alle 100.000 bis eine Million Jahre auftritt, wäre der Verlust zentraler sicherheitstechnisch wichtiger Einrichtungen möglich.
- Aufgrund der Positionierung der sicherheitstechnischen Systeme weit unterhalb des Niveaus des Rheinseitenkanals besteht Überflutungsgefahr für das gesamte Anlagegelände.
- Als besonders relevantes Risiko wurde bewertet, dass die zentral wichtigen Sicherheitsfunktionen sowohl der sekundärseitigen Wärmeabfuhr als auch der primärseitigen Kühlmittelergänzung von jeweils nur einem Behälter pro Block abhingen.[52]

Bei diesem Stresstest schnitt Fessenheim laut Presse unter den französischen Kernkraftwerken trotz dieser Mängel als eines der sichersten ab. Als Folge mussten auch in Fessenheim zusätzliche Sicherheitsmaßnahmen getroffen werden. Diese verlängerten aber laut der französischen Atomaufsicht die Lebensdauer der beiden Reaktoren um weitere 10 Jahre.
60 Atomkraftgegner von Greenpeace gelangten am 18. März 2014 mit einer selbstgebauten Brücke von einem LKW-Container aus über den Stacheldrahtzaun auf das Gelände des AKW und warfen damit weitere Sicherheitsfragen auf. Stéphane Bouillon, damals Präfekt der Region Elsass, behauptete, es habe zu keinem Zeitpunkt ein Sicherheitsrisiko bestanden. Demonstranten seien nur aufs Dach des Reaktorgebäudes geklettert; sie hätten keinen Zugang in die Räumlichkeiten gehabt.

### Lager- und Abklingbecken für Brennstäbe
Im Juli 2011 gab die französische Atomaufsicht bekannt, dass sie einer Laufzeitverlängerung des Atomkraftwerks positiv gegenüberstehe: unter anderem allerdings unter der Bedingung, dass zusätzliche Sicherheitsvorkehrungen für die Lager- und Abklingbecken getroffen würden, da es Unsicherheiten gab, ob die im Falle eines Dammbruchs betroffenen Kühlsysteme standhalten würden.

### Containment
Die Überprüfung des Sicherheitsbehälters ergab laut der im Laufe des Gutachtens im Juni 2010 durchgeführten Dichtigkeitsprüfungen, dass sich der gemessene Leckage-Wert (siehe Dichtheitsprüfung) innerhalb der erlaubten Grenzen befand. Der Behälter (veraltete Bauweise) hatte aber ein geringeres Volumen als moderne Sicherheitsbehälter. Das Containment war darauf ausgelegt, einem Druck von 3,73 bar standzuhalten. Der Raum innerhalb des Containments hat eine Höhe von 53,5 Metern und einen Durchmesser von 39 Metern.

### Erdbeben

Lage des Kernkraftwerks im Oberrheingraben auf dem Oberrhein-Aquifer (Fósse rhénan)

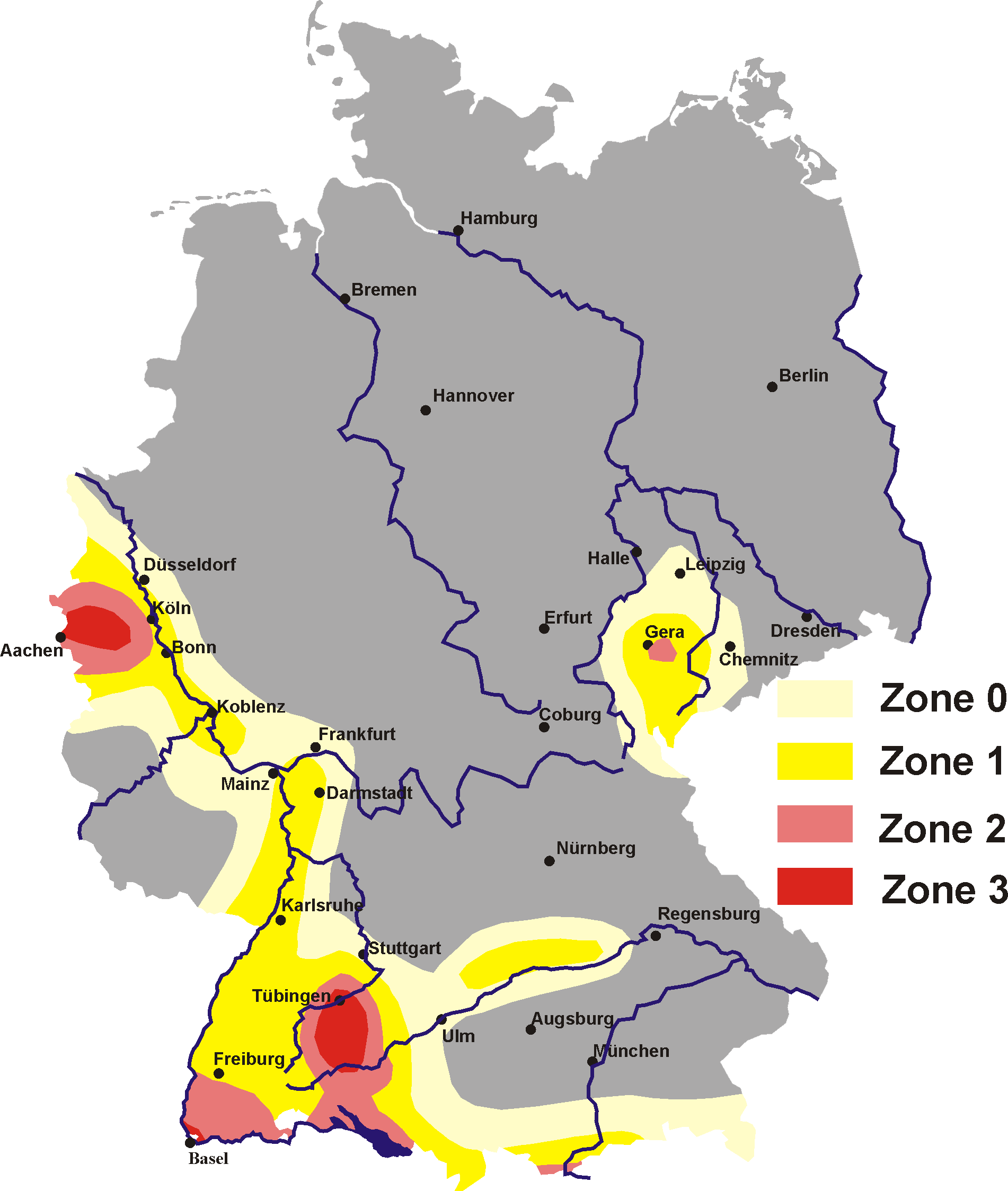
Karte der Erdbebenzonen in Deutschland

Die Direktion des Kernkraftwerkes betrachtete das sogenannte Basler Beben des Jahres 1356 als Referenzbeben für die Auslegung der Erdbebensicherheit des Kernkraftwerks. Es gilt als das bisher stärkste historisch belegte Beben Mitteleuropas sowie als das älteste historische Erdbebenereignis nördlich der Alpen. In der Region Basel (CH) kam es wiederholt zu stärkeren Erdbeben; die Region gilt nach der um das Wallis als die mit dem zweithöchsten Erdbeben-Risiko der Schweiz. Die Stärke des Basler Bebens wird mittlerweile anhand von historischen Aufzeichnungen auf eine Stärke zwischen 9 und 10 auf der MSK-Skala und etwa 6,2 bis 6,7 bzw. 6,6 auf der Richterskala geschätzt.
Die Schweiz geht dabei in Studien bisher von der hochgerechneten Möglichkeit des Eintretens eines Erdbebens der Stärke 6,0 bis 6,5 alle 100 und von einem der Stärke 6,5 bis 7,0 alle 1000 bis 3000 Jahre aus; die Erschütterungen wären dabei allerdings wegen der geringeren Entfernung heftiger als z. B. bei dem Beben der Stärke neun vor Fukushima. Die Schweiz verlangt für ihre Kernkraftwerke die Auslegung der Erdbebensicherheit auf mindestens ein Beben der Stärke 7; nach einem schweren Erdbeben in Japan im Jahr 2007 wurden die Erdbebenrisiken in der Schweiz im Rahmen der 'Studie Pegasos' neu, doppelt so hoch wie vorher, bewertet.
Der Oberrheingraben ist ein seismisch aktives Gebiet; das Kernkraftwerk liegt am Rand einer in Deutschland nach DIN 4149 mit der zweithöchsten Stufe zwei klassifizierten Erdbebengefährdungszone bzw. in einer mit der dort dritthöchsten Stufe drei klassifizierten Zone der französischen Erdbebenrisikogebiete sowie ca. 20 Kilometer entfernt von einer Zone der jeweils nächsthöheren Stufe. Nach Angaben des Betreibers war das Kraftwerk auf ein Beben etwa der Stärke 6,7 (Richterskala) ausgelegt. Die tertiäre Füllung des Oberrheingrabens ist der von Lockergesteinen ähnlich.
Im Frühjahr 2011 kündigte der Präsident der lokalen Sicherheitskommission (CLIS) ein neues Gutachten zur Erdbebensicherheit des Kraftwerks an, ausgehend von einem Erdbeben der Stärke 7,2 auf der Richter-Skala; dabei sollten auch die möglichen Reaktionen auf Ausfälle der Kühlmittelkreisläufe untersucht werden. Der ehemalige Präsident des Regierungsbezirkes Freiburg, Julian Würtenberger, gab an den Vorsitzenden der CLIS konkrete Fragen zum Gutachten weiter:
- Lage des Referenzerdbebens: direkt unter dem Kernkraftwerk oder woanders?
- Berücksichtigung auch lokaler, möglicherweise seismisch aktiver Störungen?
- Überprüfung möglicher Auswirkungen auf Bauten und Anlagen im Bereich des Kernkraftwerks, des Dammes und der (benachbarten) Wasserkraftwerke?[77]

Im Herbst 2011 forderte das Institut de Radioprotection et de Sûreté Nucléaire (IRSN) nach der Auswertung der Angaben von 80 französischen Nuklearanlagen-Betreibern schnelle Nachbesserungen einiger Anlagen sowie eine Neubewertung der Erdbebensicherheit des Kernkraftwerks bei Fessenheim.
Eine in der Sitzung der lokalen Sicherheitskommission (CLIS) vom Oktober 2015 präsentierte erneute Analyse von Bodenproben durch das IRSN ergab kein Risiko für die Standfestigkeit des Hochwasserdamms zum Canal d'Alsace bei einem isolierten Beben, wohl aber für zwei aufeinanderfolgende Erschütterungen. CLIS-Präsident Michel Habig sagte weitergehende Untersuchungen zu. Die Chefin des benachbarten Regierungspräsidiums Freiburg Bärbel Schäfer hatte dies gefordert.

### Fundament
Das Fundament der Anlage hatte eine Dicke von 1,5 Metern. Dies ist die dünnste Fundamentierung aller französischen Kernkraftwerke. Zum Vergleich: Die Bodenplatten der bei einem Erdbeben der Stärke 9 havarierten japanischen Kernkraftwerke in Fukushima sind sieben Meter dick.
Das französische Institut für Strahlenschutz und nukleare Sicherheit (IRSN) empfahl im Juni 2011, die Bodenplatte des Reaktors zu verstärken. Im Rahmen der Empfehlung für eine mögliche weitere zehnjährige Betriebsverlängerung, die Anfang Juli 2011 erteilt wurde, stellte die französische Aufsichtsbehörde ASN unter anderem die Forderung, das Fundament sei bis zum 30. Juni 2013 zu verstärken, damit es bei einer Kernschmelze das Corium auffangen bzw. innerhalb des Containments halten könne.
Eine Überflutung des Kernkraftwerks könnte bei gleichzeitigem Bruch oder Durchschmelzen der Bodenplatte eine radioaktive Kontamination des Rheins zur Folge haben.

### Grundwasser
Das Kraftwerk lag auf dem Oberrhein-Aquifer, einem der bedeutendsten Grundwasserleiter Mitteleuropas, der zur Trinkwassergewinnung genutzt wird.

### Überflutung
Das Kraftwerk war bei einem Dammbruch nur unzureichend gegen eine Überflutung aus dem anliegenden Kanal geschützt. Das Wasser des Kanals diente auch zur Kühlung. Auch die Befestigung des Kanals war erdbebengefährdet.

## Notfallvorsorge

### Haftung
Der Inhaber haftet laut Pariser Atomhaftungsübereinkommen sowie „Brüsseler Zusatzübereinkommen“ selbst für die Folgen eines „nuklearen Ereignisses“; er kann diese Haftung nicht z. B. auf einen Zulieferer abwälzen. Die innerstaatlichen Haftungsregelungen gelten ohne Rücksicht auf Staatsangehörigkeit, Wohnsitz oder Aufenthalt.
Nach der im September 2011 in Frankreich geltenden Rechtslage haftet der Betreiber bei einem solchen Ereignis für eine Schadenssumme bis zu einer Höhe von 91,5 Mio. Euro; berücksichtigt man weitere Entschädigungsmöglichkeiten, kommt man auf einen Gesamtentschädigungsbetrag von 330 Mio. Euro; nach von den EU-Vertragstaaten erfolgter Ratifizierung der 2004 von Deutschland und Frankreich unterzeichneten „Revisionsprotokolle“ zu den zuvor genannten Atomhaftungsübereinkommen ergibt sich eine Gesamtentschädigungssumme von 1,5 Mrd. Euro für Schäden aufgrund eines nuklearen Unfalles in einer französischen Atomanlage. Über den § 38 des deutschen Atomgesetzes können weitere 2,5 Mrd. Euro Entschädigungsgelder bereitgestellt werden. Zum Vergleich: Mitte April 2011 beliefen sich Schätzungen über die Folgekosten der Atomhavarien in Fukushima auf bis zu 130 Mrd. Euro.

### Kühlung Reaktor und Brennelementelager
Bei einem Komplettausfall der Kühlwasserversorgung aus dem Rheinseitenkanal sollte die anfallende Abwärme laut Angaben der EDF durch Dampfabgabe über vorhandene Dampferzeuger abgeführt werden, die dafür benötigten Wassermengen stünden in Behältern zur Verfügung, der Ersatz des durch die Dampfabgabe anfallenden Wasserverlustes könne über einen Grundwasserbrunnen gewährleistet werden. Auch für einen Ausfall der Kühlung der Abklingbecken stünden ausreichend Wasserreserven bereit.
Im Jahrhundertsommer 2003 musste das Reaktorgebäude von außen mit Wasser besprüht werden, um eine Überhitzung mit einer darauf folgenden Abschaltung zu vermeiden (die Abschaltung wäre beim Erreichen einer Temperatur von 50 °C erfolgt, sie erreichte 48,5 °C).
Im Frühjahr 2015 sorgte die notwendig gewordene Erneuerung der wasserrechtlichen Genehmigung für die Einleitung von Schadstoffen etc. für Diskussionen: So fehlten z. B. Rückhaltebecken für eventuell radioaktiv verstrahltes Kühl- oder Löschwasser vor der (Wieder-)Einleitung in den Rhein.

### Deutschland

Ausschnitt Evakuierungszonen Kernkraftwerk Fessenheim mit Orten auf deutscher Seite (bis 2015)

Das ursprüngliche Katastrophenschutz-Konzept beinhaltete die Evakuierung einer „Zentralzone“ von zwei Kilometern Radius um das AKW innerhalb von sechs Stunden; für eine Evakuierung einer sogenannten „erweiterten Zone“ mit einem Radius von zehn Kilometern waren 24 Stunden vorgesehen. Hiervon wären rund 50.000 Menschen betroffen.
In der Folge der Reaktorkatastrophe in Fukushima wurden ab Frühjahr 2011 die auf deutscher Seite vorliegenden Notfallpläne von der Katastrophenschutzbehörde des Regierungspräsidiums Freiburg überarbeitet: Die Evakuierungszone sollte von bisher 10 auf 25 Kilometer ausgeweitet werden; damit hätte sie ca. 453.000 Menschen betroffen. Im November 2013 war dieses Konzept noch nicht umgesetzt.
2014 gab die deutsche Strahlenschutzkommission neue Empfehlungen zum Katastrophenmanagement im Umfeld eines GAUs heraus: Die „Außenzone“ solle nun 100 statt 25 Kilometer Radius rund um betroffene Anlagen, die „Mittelzone“ 20 statt 10 Kilometer Radius umfassen; hier betroffene Bevölkerungsteile sollten innerhalb von 24 Stunden nach Alarmierung evakuiert, nach 12 Stunden die Jodtabletten entsprechend verteilt sein.
Anfang Mai 2015 wurden dann auch vom Regierungspräsidium Freiburg die demzufolge erneuerten Notfallpläne für das AKW Fessenheim vorgestellt: Innerhalb von sechs Stunden müssten die Bewohner Bremgartens, Grißheims sowie die sich im Gewerbepark Breisgau Aufhaltenden, somit ca. 4200 Menschen evakuiert werden, davon knapp 2000 auf dem Gelände des ehemaligen Militärflughafens Eschbach Arbeitende. Bei einer Evakuierung der Gesamtgemeinden zuzüglich des Gewerbeparks wären es rund 20.500 Personen. In der Mittelzone befänden sich 26 Kommunen, somit nochmals rund 130.000 Personen. Zusammen mit den südwestlichen Orts- und Stadtteilen Freiburgs wären es ca. 165.000, im Falle der Evakuierung ganz Freiburgs ca. 350.000. Dabei ging ein Behördenvertreter davon aus, dass sich „Zwei Drittel [der Bevölkerung] selbst von dannen machten“. Mehrere Gemeinden wie Bollschweil oder Vogtsburg machten Einsprüche geltend: Sie wollten ihre Gesamtgemeinden in die Evakuierungszonen aufgenommen haben, nicht nur Teilorte.

#### Iodtabletten
Im September 2009 wies das Innenministerium des Landes Baden-Württemberg in der Antwort auf eine Anfrage der Landtagsabgeordneten Marianne Wonnay darauf hin, dass alle Stadt- und Landkreise des Regierungsbezirks Freiburg sowie Teile des Regierungsbezirks Karlsruhe und des Regierungsbezirks Tübingen in der sog. „Fernzone“ (das ist weniger als 100 km vom Kernkraftwerk entfernt) liegen und dass die „bei einem Störfall zur Ausgabe vorgesehenen Kaliumiodidtabletten“ in Immendingen (80 km östlich von Freiburg) gelagert werden.

#### Notfallschutzbroschüre
Das Regierungspräsidium Freiburg hatte für die bei einem Störfall betroffene deutsche Bevölkerung eine so genannte „Notfallschutzbroschüre“ herausgegeben.

### Frankreich
Auf französischer Seite sollten Stadtplanung und Besiedelung entsprechend dem Risiko von Unfällen mit so genannter „schneller Kinetik“ angepasst und gesteuert werden, dies meint die Möglichkeit eines Unfalls mit der Ausbreitung von Schadstoffen in hoher Geschwindigkeit; vor allem in einem Radius von zwei Kilometern um das Kernkraftwerk herum.
Darüber hinaus wurde bereits ein Plan particulier d’intervention (PPI, dt. besonderer Eingreifplan) erstellt, ein Post Nuclear Accident Plan (PPA, dt. Plan für die Zeit nach einem Nuklearunfall) soll erstellt werden:

„Dieser PPA gestaltet die Aktionen der öffentlichen Hand in Sachen Personenüberwachung, Lebensmittelverwaltung, Dekontaminierung der berührten Zone (die sich auf bis zu 30 km erstrecken kann) in Sachen Personenschutz und -überwachung.“

## Betriebsstörungen (Auswahl)

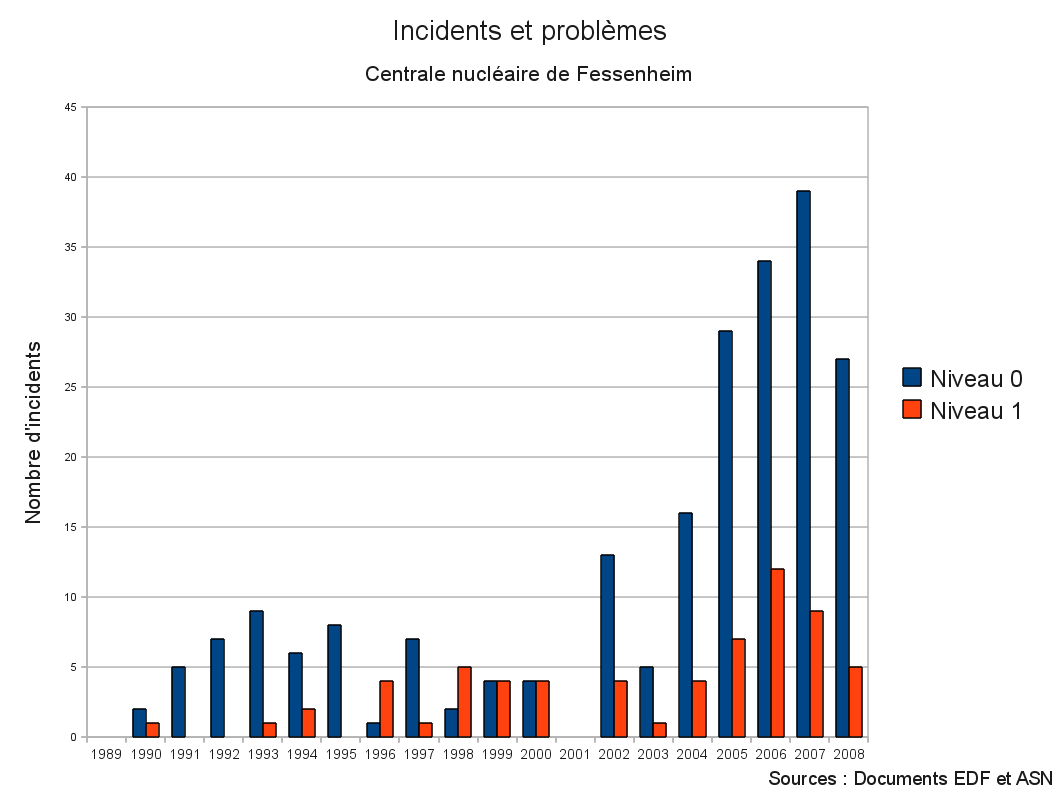
Betriebsstörungen mit INES-Einstufungen null (blau) und eins (rot), 1990 bis 2008

Seit der Inbetriebnahme des Kernkraftwerkes kam es zwischen 1989 und 2008 zu über 200 Zwischenfällen, welche laut der deutschen Strahlenschutzverordnung meldepflichtig gewesen wären. Auf der Internationalen Bewertungsskala für nukleare Ereignisse (INES) wurden sie auf Stufe 0 bzw. 1 eingeordnet, das sind dort die Kategorien ohne bzw. mit geringer sicherheitstechnischer Bedeutung und Abweichung vom Normalbetrieb der Anlage. Zur besseren Übersicht werden deswegen hier nur einige der aktuelleren Vorfälle berücksichtigt, die in der Abbildung Betriebsstörungen... nicht Teil der Statistik sind.

### 2009
Am 27. Dezember 2009 wurde der zweite Reaktor des Kernkraftwerks wegen Pflanzenresten im Kühlkreislauf vorerst abgeschaltet.
Der Stromkonzern EDF teilte mit, es sei noch unklar, wann der Reaktor wieder hochgefahren werde. Die französische Atomaufsichtsbehörde stufte den Zwischenfall in der Anlage auf INES 1 ein. Der für Wartungsarbeiten am 26. Dezember vom Netz genommene Reaktor hätte eigentlich am 27. Dezember gegen 6 Uhr wieder den Betrieb aufnehmen sollen. Laut EDF waren beim Neustart einer Wasserpumpe Pflanzenreste in den Kühlkreislauf geraten, als der Reaktor hochgefahren werden sollte. Dadurch wurde die Leistungsfähigkeit des Systems beeinflusst.

### 2010
Am 24. August 2010 wurden 50 Kubikmeter radioaktiver Gase freigesetzt, wie die staatliche französische Atomaufsichtsbehörde ASN auf ihrer Homepage sechs Tage später meldete. Dabei wurde laut ASN die Zerfallsaktivität der Gase aus dem Reservoir vor dem Entweichen nicht gemessen. Der Vorfall wurde mit INES 0 bewertet.
Am 20. Oktober 2010 kam es beim Einschalten eines Ventilators zu einem Kurzschluss. Daraufhin wurde aus Sicherheitsgründen Block 1 des Kernkraftwerks heruntergefahren.

### 2011
Auf Grund eines Bedienungsfehlers kam es am 3. April 2011 zu einer automatischen Abschaltung des Reaktors 1. Nach Überprüfung durch den Betreiber wurde das Kraftwerk am 4. April 2011 wieder in Betrieb genommen. Die ASN bewertete den Zwischenfall mit INES1.

### 2012
Am 25. April kam es laut Angaben des Kraftwerksbetreibers im nichtnuklearen Teil der Anlage zu einem Brand am Kühlteil eines Wechselstromgenerators in der Maschinenhalle des Blocks II.
Am 8. Mai kam es nach Angaben des Kraftwerksbetreibers erneut zu einer Störung in Block II des Kraftwerkes: während eines Tests, bei dem das Kraftwerk vom regulären Stromnetz getrennt wird, um einen Stromausfall zu simulieren, erfolgte eine automatische Schnellabschaltung.
Am 5. September wurden mehrere Menschen bei einem Zwischenfall verletzt. Es soll Wasserstoffperoxid-Dampf ausgetreten sein.

### 2014
Am 9. April wurden durch die unsachgemäße Befüllung eines Wasserreservoirs mehrere Bereiche des Kraftwerks mit Wasser
überflutet. Dabei wurde ein Strang des Reaktorschutzsystems von Block 1, das zur Schnellabschaltung und zur Aktivierung anderer Sicherheitssysteme benötigt wird, durch Wassereinwirkung beschädigt. Ein zweiter redundanter Strang war aber noch funktionsfähig. Die Anlage wurde zur Reparatur heruntergefahren. INES-Klassierung: 1.
Fast zwei Jahre später, am 4. März 2016, machten die Süddeutsche Zeitung und der WDR Ergebnisse ihrer Recherchen bekannt, wonach dieser Vorfall bedeutend schwerer gewesen sei, als die ASN der IAEA meldete. Die Abschaltung mit Steuerstäben habe nicht funktioniert; man habe eine Notabschaltung mittels Flutung mit Bor (Notborierung) vornehmen müssen. Auch sei die Temperatur im Reaktor mangels genauer Daten minutenlang unkontrolliert gefallen, da er noch am Netz war und weiter Dampf produziert wurde. Manfred Mertins, jahrzehntelanger Experte der Gesellschaft für Anlagen- und Reaktorsicherheit, sagte aus, ihm sei kein Fall bekannt, bei dem ein Leistungsreaktor in Westeuropa störfallbedingt durch Zugabe von Bor abgefahren werden musste.
Laut den Recherchen habe die französische Atomaufsichtsbehörde ASN der IAEA die Notborierung und andere Faktoren des Vorfalls verschwiegen.
Die ASN erwähnte den Zwischenfall auch nicht im ASN report on the state of nuclear safety and radiation protection in France in 2014 im Abschnitt Significant Events. Dieser jährliche Bericht ist seit dem Jahr 2012 vorgeschrieben.

### 2016
Reaktor 2 wurde Mitte Juni abgeschaltet, zunächst für eine Kontrolle. Später entzog die Atomaufsichtsbehörde (ASN) ein Prüfzertifikat. Am 18. Oktober 2016 teilte die ASN mit, dass EDF binnen drei Monaten außerplanmäßig die Funktionstüchtigkeit von Dampferzeugern an fünf bis dato laufenden Kernreaktoren prüfen muss, darunter auch an Reaktor 1 in Fessenheim.

### 2017
Nach dem Austritt nicht-radioaktiven Wassers aus einer Leitung wurde am 1. April der Reaktorblock 1 vorübergehend abgeschaltet. Dies wurde bei einer Überprüfung eines Rohrsystems entdeckt, Reparaturarbeiten unverzüglich eingeleitet.
Anfang August meldeten die Kraftwerksbetreiber einen Störfall „INES I“ an Reaktor I.
Anfang September wurde mit Abdichtungsarbeiten am Dach des seit Juni 2016 stillliegenden Reaktors II begonnen.

## Bestrebungen zur Abschaltung bzw. Nichtinbetriebnahme

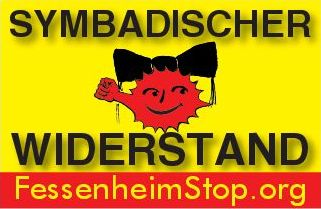
Verwendung eines Teils der traditionellen Markgräfler Tracht im Logo einer der Widerstandsgruppen: Hörnerkappe auf der lachenden Antiatomsonne

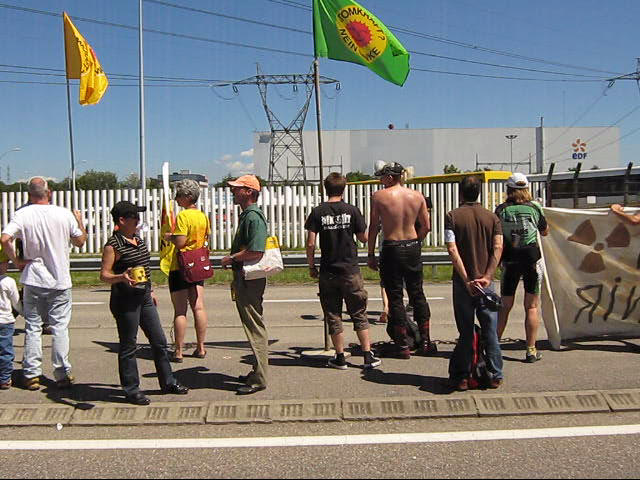
Teil der Menschenkette vom 26. Juni 2011 vor dem Haupteingang des Kernkraftwerks

Der Präsident des Trinationalen Atomschutzverbandes TRAS Rudi Rechsteiner schlug Mitte 2015 einen Staatsvertrag zwischen Deutschland und Frankreich über die Abschaltung des Kernkraftwerks vor.

### Bürgerschaftliches Engagement
1970 starteten drei Frauen als „Wespen von Fessenheim“ einen Kampf gegen das Atom und zur besseren Information der Bürger: Sie organisierten Konferenzen, gaben Interviews und produzierten eine Broschüre mit dem Titel „Fessenheim: Leben oder Tod des Elsass“.
Ebenfalls 1970 gründete der französische Lehrer Jean-Jacques Rettig (* 1937, † 19. Februar 2024), lange Jahre mit seiner Frau Leitung der Dorfschule Sâales in den Vogesen, das Comité pour la sauvegarde de Fessenheim et de la plaine du Rhin („Komitee zur Rettung Fessenheims und der Rheinebene“), die erste französische Initiative gegen das AKW.
Im April 1971 kam es zur ersten Demonstration gegen den Bau des Kernkraftwerks; sie wurde vom Elsässer Komitee zum Schutz der Rheinebene organisiert: 15.000 Menschen versammelten sich am späteren Standort am Canal d’Alsace, um das Bauvorhaben zu verhindern. Im Zuge der weiteren Widerstandsbewegung entstand 1977 der zunächst noch illegal sendende Radiosender Radio Verte Fessenheim (RVF), der sich gleichermaßen gegen das Kernkraftwerk Fessenheim aussprach und die Gegner unterstützte, ebenso gegen den Bau des Kernkraftwerk Wyhl weiter nördlich auf der badischen, östlichen Seite des Oberrheins. Später nannte sich RVF in Radio Dreyeckland (RDL) um.
Im Juni 2005 gründeten einige Organisationen und Gemeinden aus Deutschland, Frankreich und der Schweiz den Trinationalen Atomschutzverband (TRAS, französisch L’Association trinationale de protection de la population des alentours de Fessenheim (ATPN)). Er hatte sich zum Ziel gesetzt, eine Stilllegung der Reaktoren des Kernkraftwerks Fessenheim auf dem Rechtsweg zu erreichen. In den darauf folgenden Jahren äußerten Kernkraftgegner wiederholt ihre Bedenken zum Kernkraftwerk, z. B. forderte im Februar 2007 die Umweltschutzorganisation Greenpeace seine Schließung.
Im März 2011 kam es zu einer Demonstration von Neuenburg am Rhein zur Rheininsel bei Chalampé, an der bis zu 10.000 Menschen teilnahmen. Danach gab es weitere Kundgebungen gegen den Betrieb mit jeweils mehreren tausend Demonstranten, unter anderem Anfang April auf der Rheininsel zwischen Hartheim und dem Kraftwerk, am Ostermontag an zahlreichen deutsch-schweizerischen und deutsch-französischen Rheinbrücken, im Mai 2011 in Freiburg auf dem Stühlinger Kirchplatz und im Juni desselben Jahres – diesmal in Form einer Menschenkette – wiederum am Kernkraftwerk selbst. Das Aktionsbündnis Fessenheim stilllegen. Jetzt! organisierte bis zur Stilllegung auch Block II's im Juni 2020 weiterhin Protestaktionen mit zahlreichen Teilnehmenden.

### Offizielle Forderungen (Auswahl)
Darüber hinaus formulierten zunehmend auch offizielle Vertreter, Institutionen, Städte und Gemeinden in der Folge der Explosionen in Fukushima Resolutionen für eine schnellstmögliche Stilllegung, so z. B. die drei Schweizer Kantone Basel-Stadt, Basel-Land und Jura, die französische Region Franche-Comté sowie die elsässische Stadt Straßburg; außerdem in Deutschland unter anderen die Städte und Gemeinden Bad Bellingen, Breisach, Freiburg, Ettenheim, Lahr, Müllheim, Münstertal, Offenburg, Sasbach, Titisee-Neustadt sowie Umkirch.
Am 23. Juni 2011 übergab die amtierende Erste Landrätin des Landkreises Breisgau-Hochschwarzwald (D), Dorothea Störr-Ritter, dem amtierenden Energiekommissar der Europäischen Union, Günther Oettinger, eine vom Kreistag Breisgau-Hochschwarzwald am 9. Mai 2011 einstimmig verabschiedete Resolution zur Stilllegung des Kernkraftwerkes. Dieser Resolution schloss sich Ende Juli der Gemeindeverwaltungsverband Müllheim-Badenweiler an. Auch der Ortenaukreis verabschiedete am 26. Juli 2011 einstimmig eine Resolution zum Kraftwerk Fessenheim, in der die Genehmigung zur Laufzeitverlängerung angefochten und eine Stilllegung erbeten wurde.
In einem Schreiben an die amtierende französische Umweltministerin forderte ihr baden-württembergischer Amtskollege für den Stresstest Frankreichs in Fessenheim aufgrund „der grenzüberschreitenden Umweltauswirkungen“ die Berücksichtigung der gleichen Kriterien, wie sie die deutsche Reaktor-Sicherheitskommission bei der Überprüfung der deutschen Reaktoren angelegt habe.

## Offiziell zugesagte und geplante Stilllegung
Im November 2011 vereinbarten die Parti Socialiste (PS) und die grüne Partei Europe Écologie-Les Verts (EELV), im Fall eines Wahlsiegs bei den Präsidentschaftswahlen 2012 bis zum Jahr 2025 24 französische Kernkraftwerke stillzulegen bzw. den Anteil der Atomkraft an der Stromproduktion von 75 auf 50 % im Jahr 2025 zu senken: Dies wäre ein Drittel der damaligen Kernenergie-Kapazitäten Frankreichs. Das Kernkraftwerk Fessenheim solle im Fall eines linken Wahlsieges sofort abgeschaltet werden (siehe Atomausstieg: Frankreich). Der PS-Kandidat François Hollande bekräftigte dies mehrfach; der damalige Amtsinhaber Nicolas Sarkozy sprach sich mehrmals eindeutig für einen Weiterbetrieb aus (möglicherweise mit einer Gesamtlaufzeit bis zu 60 Jahren, so bei einem Besuch im Kraftwerk im Februar 2012).
Hollande, mittlerweile französischer Staatspräsident, kündigte vier Monate nach seinem Amtsantritt am 14. September 2012 an, das Kernkraftwerk solle Ende 2016 stillgelegt werden, dabei sollten alle Arbeitsplätze erhalten bleiben. Im Herbst 2012 benannte er einen „Stilllegungsbeauftragten“.
Mitte November 2014 sprach die amtierende französische Umwelt- und Energieministerin Ségolène Royal lediglich von „zwei [in Frankreich] abzuschaltenden Reaktoren“, sobald der Neubau des Europäischen Druckwasserreaktors (EPR) beim normannischen Kernkraftwerk Flamanville mit zwei Kraftwerksblöcken ans Netz gehe.
Anfang Januar 2015 bestätigte Hollande die Schließung, allerdings ohne Datum; Vorbereitungen seien im Gange.
Anfang Februar 2015 gab es Verlautbarungen, es würden unter Umständen zwei Meiler an verschiedenen AKW-Standorten in Frankreich stillgelegt werden, wenn das neue französische Energiewendegesetz in der zweiten Jahreshälfte in Kraft trete, also nicht die beiden Reaktoren in Fessenheim. Royal habe der EdF ein Vorschlagsrecht für stillzulegende Standorte eingeräumt und behalte sich arbeitsmarktrelevante Überlegungen vor. In einer Antwort auf eine entsprechende Anfrage der deutschen Umweltministerin Barbara Hendricks bestätigte sie wiederum die geplante Schließung der beiden Blöcke in Fessenheim.
Mitte des Jahres 2015 wurde die EdF von der französischen Atomsicherheitsbehörde Autorité de sûreté nucléaire (ASN) aufgefordert, sich umgehend über den Zeitpunkt der Stilllegung und das geplante Vorgehen in diesem Zusammenhang zu äußern.
Am 8. September 2015 bezeichnete Ségolène Royal, Umweltministerin im Kabinett Valls II, es als Ziel, Fessenheim 2017 zu schließen; es gab aber auch Verwirrung um Äußerungen von Royal, das AKW Fessenheim solle erst 2018 abgeschaltet werden, die am Tag darauf bereits wieder mehr oder weniger dahingehend zurückgenommen wurden, dass die Stilllegung 2016 „unumkehrbar eingeleitet“ werde.
Ende September 2015 äußerte Hollande in einem Interview, die beiden Kernreaktoren in Fessenheim würden doch nicht bis Ende 2016 ausgeschaltet und müssten wegen der verzögerten Fertigstellung des EPR in Flamanville bis 2018 am Netz bleiben.
Anfang Oktober 2015 wies Denis Baupin (Abgeordneter der französischen Grünen und Vizepräsident der französischen Nationalversammlung) darauf hin, dass die Betriebsgenehmigung für den EPR-Neubau in Flamanville im Frühjahr 2018 auslaufe und die EdF sich in der damit aktuell neu zu beantragenden Betriebserlaubnis festlegen müsse, wann sie – aufgrund der mittlerweile in Frankreich auf 63,2 GW gedeckelten Atomstrom-Produktionskapazität – welche Reaktoren wo stilllegen werde.
Ende Oktober wurde eine etwaige Stilllegung der beiden lokalen Reaktoren erstmals von einem amtierenden Kraftwerks-Direktor in einer Sitzung der lokalen Überwachungskommission offiziell bestätigt: diese sei im Antrag der EdF von Anfang Oktober zur Verlängerung der Betriebsgenehmigung für Flamanville genannt worden. Umweltministerin Ségolène Royal verlangte laut französischer Presse daraufhin, dass mit der Abschaltung der beiden Reaktoren in Fessenheim spätestens Ende Juni 2016 begonnen werden müsse.
Am 4. März 2016 meldeten Süddeutsche Zeitung und WDR unter Berufung auf eigene Recherchen, ein Zwischenfall im April 2014 (siehe 2014) sei weitaus schwerer gewesen als bislang bekannt; die französische Atomaufsichtsbehörde ASN habe der IAEA wesentliche Faktoren des Zwischenfalls nicht gemeldet.
Nachdem bekannt wurde, dass die staatliche Areva als Erbauerin des Kraftwerks falsche Sicherheitsdokumente für Teile der Anlage vorgelegt hatte, erließ die Atomaufsichtsbehörde am 20. Juli 2016 eine Abschaltverfügung für Block II.
Mitte Juni 2016 verlangte die EdF eine Einigung über eine indemnisation (Entschädigung, Schadloshaltung, Schadensersatz), bevor die Stilllegung des KKW Fessenheim beginnen würde. Am 24. August 2016 berichtete die Zeitung Le Monde, der Staat werde 400 Mio. Euro an EDF zahlen plus einer variablen Summe, die unter anderem von zukünftigen Strompreisen abhängen wird. Eine Entscheidung zur Stilllegung sollte umgesetzt werden, nachdem der Europäische Druckwasserreaktor EPR in Flamanville ca. Ende 2018 ans Netz gegangen sei. Die Entscheidung könnte nach der Präsidentschaftswahl in Frankreich 2017 wieder revidiert werden.
Im Januar 2017 beschloss der EDF-Aufsichtsrat das Herunterfahren bis 2018 im Gegenzug für 446 Mio. Euro und weitere Zusagen.
Am 6. April 2017 beschloss EdF, den Antrag zum Entzug der Betriebserlaubnis für die beiden Kernreaktoren voraussichtlich frühestens 2018 zu stellen.
Damit konnte die französische Regierung die Abschaltung des KKW Fessenheim vor der Präsidentschaftswahl nicht mehr 'in trockene Tücher bringen'; Hollandes Wahlversprechen vor seiner Wahl im Mai 2012 blieb unerfüllt.
Am 9. April 2017 wurde ein von Ségolène Royal erlassenes Dekret zur Stilllegung im französischen Gesetzblatt veröffentlicht. Die Schließung wurde nach wie vor von der Inbetriebnahme der Anlage Flamanville III abhängig gemacht; laut Dekret sollte diese nun bis spätestens 11. April 2020 erfolgen. Kritiker bemängelten, dass eine zukünftige französische Regierung das Dekret innerhalb weniger Monate wieder rückgängig machen könnte.
Nach der Wahl von Emmanuel Macron zum französischen Staatspräsidenten am 14. Mai 2017 und dem Amtsantritt des Kabinett Philippe II am 21. Juni des Jahres gab es in Frankreich keinen Umweltminister mehr; dafür wurde ein „Ministerium für den ökologischen und solidarischen Übergang“ unter dem ökologisch orientierten Nicolas Hulot etabliert. Macron hatte in seinem Wahlkampf zur geplanten Stilllegung gestanden. Hulot trat im August 2018 zurück.
Bei der Jahrespressekonferenz der französischen Aufsichtsbehörde ASN 2017 in Straßburg drängte ihr Leiter auf eine Klärung des Stilllegungstermins, weil die fortdauernde Ungewissheit dazu geeignet sei, die Belegschaft des KKW zu verunsichern; dies sei ein Sicherheitsrisiko.
Am 25. Oktober 2018 kippte der Staatsrat Hollandes Erlass vom April 2017. Er folgte dem Widerstand der Gemeinde Fessenheim und der Gewerkschaften, darunter der CGT (Confédération générale du travail). Sie wollten die Arbeitsplätze erhalten, was fraglich war, wenn das Kraftwerk 2022 stillgelegt worden wäre.
Am 27. November 2018 kündigte der französische Präsident Emmanuel Macron die Stilllegung des Kernkraftwerkes Fessenheim für das Jahr 2020 an.
Am 1. Februar 2019 nannte der französische Umweltminister François de Rugy März und August 2020 als Termine für die Abschaltung.
Bei einem Treffen mit der Freiburger Regierungspräsidentin Bärbel Schäfer am 26. September 2019 kündigte die französische Umweltstaatssekretärin Emmanuelle Wargon an, dass Reaktor 1 am 1. Februar und Reaktor 2 am 30. Juni 2020 endgültig abgeschaltet werden sollen. Am 30. September berichtete die Badische Zeitung, dass EDF die Aufhebung der Betriebsgenehmigung für Fessenheim beim französischen Umweltministerium beantragt hat. Reaktor 1 sollte demnach am 22. Februar, Reaktor 2 am 30. Juni 2020 abgeschaltet werden, und zwar unabhängig vom Baufortschritt des EPR in Flamanville. Rund 400 Millionen Franken Entschädigung erhält EDF nach eigenen Angaben, für den Rückbau der Anlagen und für die berufliche Umorientierung von Mitarbeitern. Möglicherweise kommen Zahlungen für Gewinneinbußen hinzu.
Am 30. September 2019 kündigte EDF an, dass Block 1 am 22. Februar 2020 und Block 2 am 30. Juni 2020 stillgelegt werden soll.
Der erste Reaktor wurde am 22. Februar 2020 endgültig abgeschaltet. Der zweite Reaktor und somit das ganze Kraftwerk ging am Abend des 29. Juni 2020 endgültig vom Netz.

### Auslaufen der Betriebsgenehmigung
Nachdem Block II bereits seit Mitte Juni 2016 aufgrund der Überprüfung des Containments im Zusammenhang mit fehlerhaft dokumentierten bzw. gelieferten Teilen von Creusot-Forge stilllag, bestand die Möglichkeit, dass die Betriebsgenehmigung für diesen Block im Falle eines über zweijährigen Nicht-Betreibens auslaufen könnte. Dies wurde von manchen als „diplomatischste“, sprich gesellschafts- und wirtschaftspolitisch sowie gewerkschaftsverträglichste Lösung für den Weg zur endgültigen Stilllegung interpretiert. Block I lag seit 1. April 2017 ebenfalls still, offiziell wegen „Wartungsarbeiten“. Im Rahmen einer Pressekonferenz Ende Januar 2018 teilte EDF-Vorstand Philippe Sasseigne mit, dass das Unternehmen alle Auflagen der Atomaufsichtsbehörde erfüllt habe und „zuversichtlich“ sei, Block II zum 15. März 2018 wieder in Betrieb nehmen zu können.
Im März 2018 kündigte der damalige Minister Nicolas Hulot an, im April 2018 werde ein Zeitplan für die Stilllegung von Fessenheim vorgelegt. Am 4. April 2018 wurde Block II wieder in Betrieb genommen.

## Filme
In dem US-amerikanischen Thriller Der Unerbittliche aus dem Jahr 1976 heißt es, zwei Bomben seien im Kraftwerk Fessenheim explodiert.
Der Fernsehfilm Tag der Wahrheit wurde zwar größtenteils im österreichischen Kernkraftwerk Zwentendorf gedreht, spielt jedoch im Kernkraftwerk Fessenheim.